# Infestation
Infestation — сьомий студійний альбом американського глем-метал гурту Ratt. Це перша платівка гурту з часів їхнього однойменного альбому 1999-го року. Виданий обєднанними силами компаній звукозапису Loud & Proud та Roadrunner Records.
В квітні 2009 Load & Proud/Roadrunner Records оголосили підписання контракту з гуртом. Перед тим, в серпні 2008, Джон Корабі (ритм-гітара) залишив гурт, його місце зайняв Карлос Кавазо (Quiet Riot).
Платівка досягла 30 місця в чартах США, 55-го місця в Канаді, 5-го місця в чартах Японії, 49-го місця в Фінляндії, 78-го місця в Швейцарії, 139-го у Франції. 

В інтерв'ю Artisan News Service 17 лютого 2010 року, фронтмен гурту сказав:
|  | Ми бажали, щоб це звучало так, ніби ми написали це в роки після Out of the Cellar. Оригінальний текст (англ.) We wanted this to be like something that we would have written right after Out of the Cellar. |

18 березня 2010, в інтерв'ю журналу Metalholic, гітарист Воррен ДеМартіні поділився своїми враженнями від Infestation: 
|  | Він справді перевершив наші сподівання. Головною ідеєю було повернутися до часів між Out of the Cellar та Invasion of Your Privacy. Ми приблизно розраховували записати щось таке, що б було гідне тих двох платівок. Нам були потрібні такі ж швидкі рифи та подвійні соло [напр. соло в Round&Round], які ми починали грати разом з Роббіном Кросбі ще в 1983.Оригінальний текст (англ.) It really exceeded our expectations. Conceptually we kind of wanted to revisit the period of Out of the Cellar and Invasion of Your Privacy. We were sort of loosely trying to shoot for something that could fit between those two records. We were looking for more uptempo ideas and the double leads that Robbin Crosby and I started doing back in 1983. |

## Список композицій
| #   | Назва                | Автор                                         | Тривалість |
| --- | -------------------- | --------------------------------------------- | ---------- |
| 1.  | «Eat Me Up Alive»    | Карлос Кавазо, Стівен Пірсі, Воррен ДеМартіні | 4:13       |
| 2.  | «Best of Me»         | Кавазо, Пірсі, Майкл "Елвіс" Баскетт          | 4:19       |
| 3.  | «A Little Too Much»  | Баскетт, Пірсі, ДеМартіні                     | 4:05       |
| 4.  | «Look Out Below»     | Bobby Blotzer, Пірсі, Баскетт                 | 3:44       |
| 5.  | «Last Call»          | ДеМартіні, Кавазо, Пірсі, Баскетт             | 3:55       |
| 6.  | «Lost Weekend»       | Robbie Crane, Пірсі, Баскетт                  | 3:46       |
| 7.  | «As Good as It Gets» | Пірсі, Кавазо, Баскетт                        | 4:38       |
| 8.  | «Garden of Eden»     | ДеМартіні, Пірсі                              | 3:03       |
| 9.  | «Take a Big Bite»    | ДеМартіні, Пірсі, Баскетт                     | 2:46       |
| 10. | «Take Me Home»       | Пірсі, ДеМартіні, Баскетт                     | 4:23       |
| 11. | «Don't Let Go»       | Blotzer, Пірсі, Джон Корабі, Баскетт          | 3:22       |

| Japanese and iTunes special edition bonus track | Japanese and iTunes special edition bonus track | Japanese and iTunes special edition bonus track | Japanese and iTunes special edition bonus track |
| #                                               | Назва                                           | Автор                                           | Тривалість                                      |
| ----------------------------------------------- | ----------------------------------------------- | ----------------------------------------------- | ----------------------------------------------- |
| 12.                                             | «Scatter»                                       | ДеМартіні, Пірсі                                | 4:26                                            |

| Бонус в iTunes special edition | Бонус в iTunes special edition                           | Бонус в iTunes special edition | Бонус в iTunes special edition |
| #                              | Назва                                                    | Автор                          | Тривалість                     |
| ------------------------------ | -------------------------------------------------------- | ------------------------------ | ------------------------------ |
| 13.                            | «You Think You're Tough» (live from the Rockline Studio) | Пірсі, Кросбі                  | 3:36                           |
| 14.                            | «Tell the World» (live from the Rockline Studio)         | Пірсі, Кросбі                  | 3:14                           |
| 15.                            | «Way Cool Jr.» (live from the Rockline Studio)           | ДеМартіні, Пірсі, Бо Хілл      | 4:16                           |

## Список учасників

### Ratt
- Стівен Пірсі — вокал
- Воррен ДеМартіні — гітара, бек-вокал
- Карлос Кавазо — гітара, бек-вокал
- Роббі Крейн — бас
- Боббі Блотзер — барабани

### Видання
- Майкл "Елвіс" Баскет — продюсер, мікшування
- Дейв Холдрідж — звукорежисер, мікшування, аранжування
- Джеф Молл — цифрове редагування
- Тед Дженсен — мастерінг у Sterling Sound, Нью-Йорк